# Jerry Goodman
Jerry Goodman (Chicago, 16 marzo 1949) è un violinista statunitense.
La famiglia Goodman era composta da musicisti di formazione classica, e lo stesso Goodman iniziò la sua vita musicale studiando il pianoforte.
Goodman è stato uno fra i più grandi violinisti della scena rock mondiale fra gli anni 70 e 80. È stato membro di due note band jazz-rock: dal 1969 fino al 1970 fu nel gruppo The Flock (scoperti da John Mayall); dal 1970 al 1973 suonò nella Mahavishnu Orchestra, cui partecipavano il chitarrista jazz John McLaughlin e il batterista Billy Cobham.
Goodman, la cui formazione musicale svariava dalla musica classica (in particolare Vivaldi) al jazz, si caratterizzava per uno stile molto vivace ed incisivo, con una notevole velocità di esecuzione ricca di sprazzi di virtuosismo.
Nel libro pubblicato recentemente Power, Passion and Beauty: The Story of the Legendary Mahavishnu Orchestra si racconta di come egli abbia conosciuto la popolarità.

## Discografia

### Solista
- 1985 - On the Future of Aviation
- 1986 - Ariel
- 2016 - Violin Fantasy

### Con i Dixie Dregs
- 1994 - Full Circle
- 2000 - California Screamin'

### Con la Mahavishnu Orchestra
- 1971 - The Inner Mounting Flame
- 1972 - Birds of Fire
- 1973 - Between Nothingness and Eternity